# Musée archéologique national des Abruzzes
Pour les articles homonymes, voir Musée archéologique national.
Le Musée archéologique national des Abruzzes  ou Museo archeologico nazionale d'Abruzzo  (acronyme MANDA) est un musée archéologique italien fondé en 1959, situé à Chieti et contenant une importante collection d'éléments trouvés sur divers sites des Abruzzes depuis la Protohistoire à la fin de l'époque romaine.
Il conserve une collection numismatique de monnaie allant du IVe au XIXe siècle. La pièce maîtresse est la statue du Guerrier de Capestrano.

## Collections

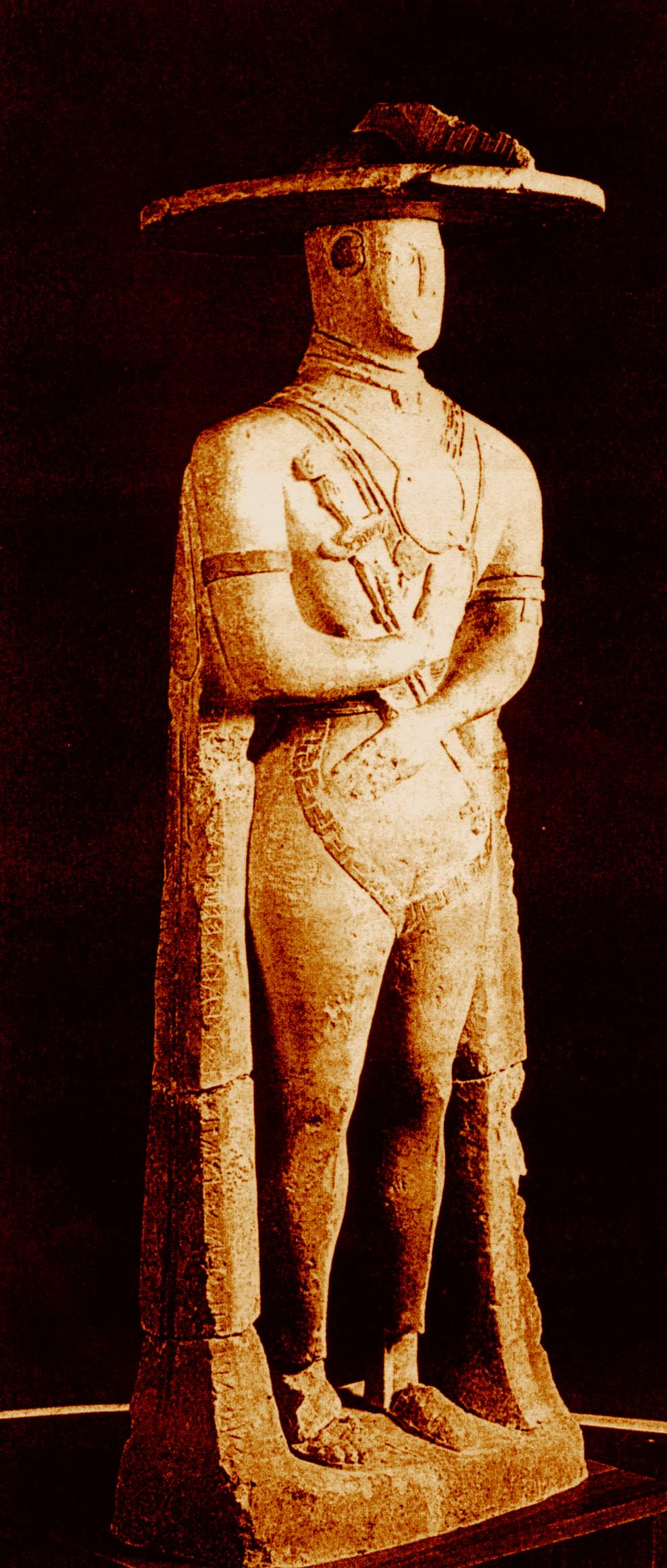
Guerrier de Capestrano.
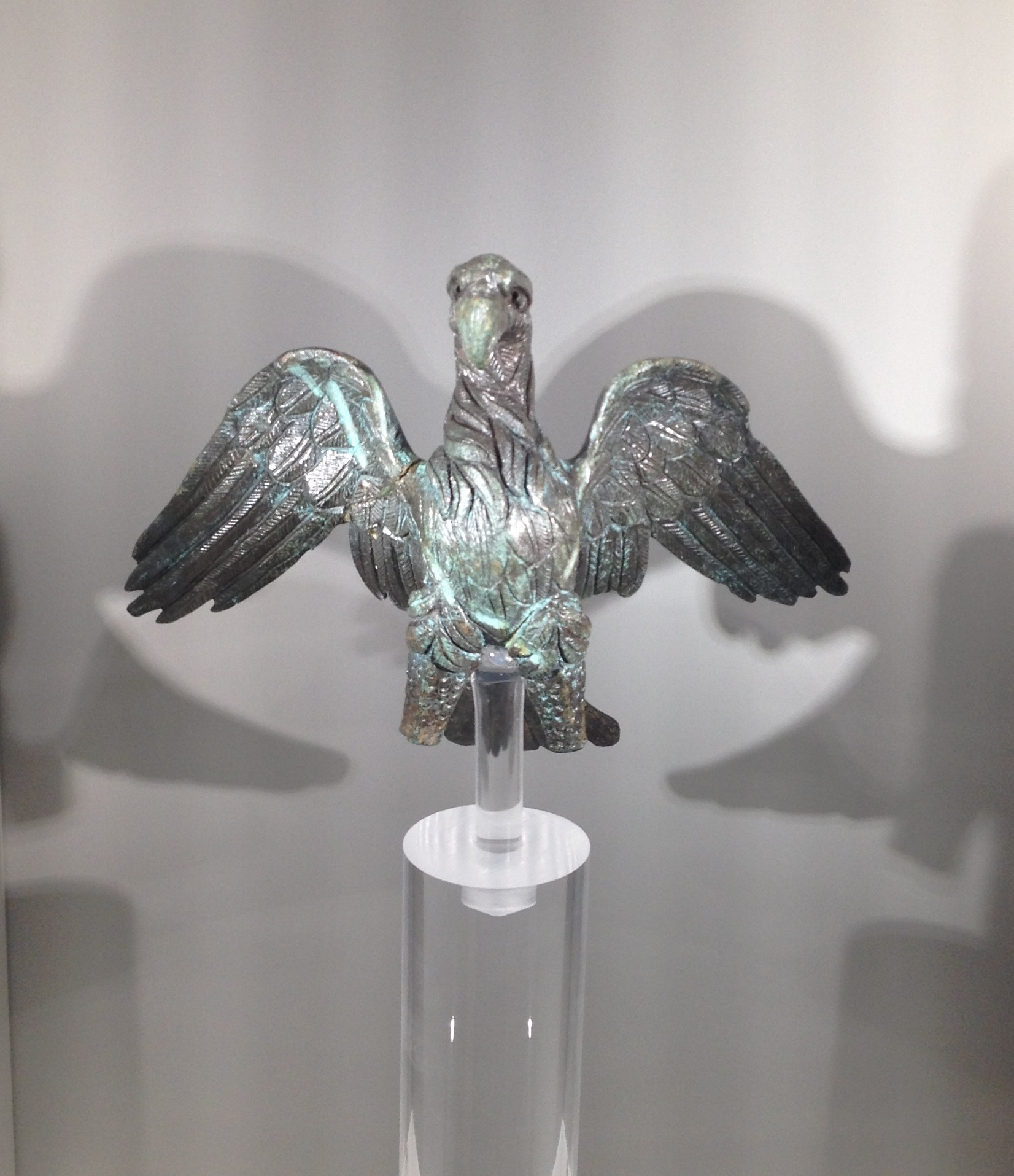
Aigle impériale romaine.
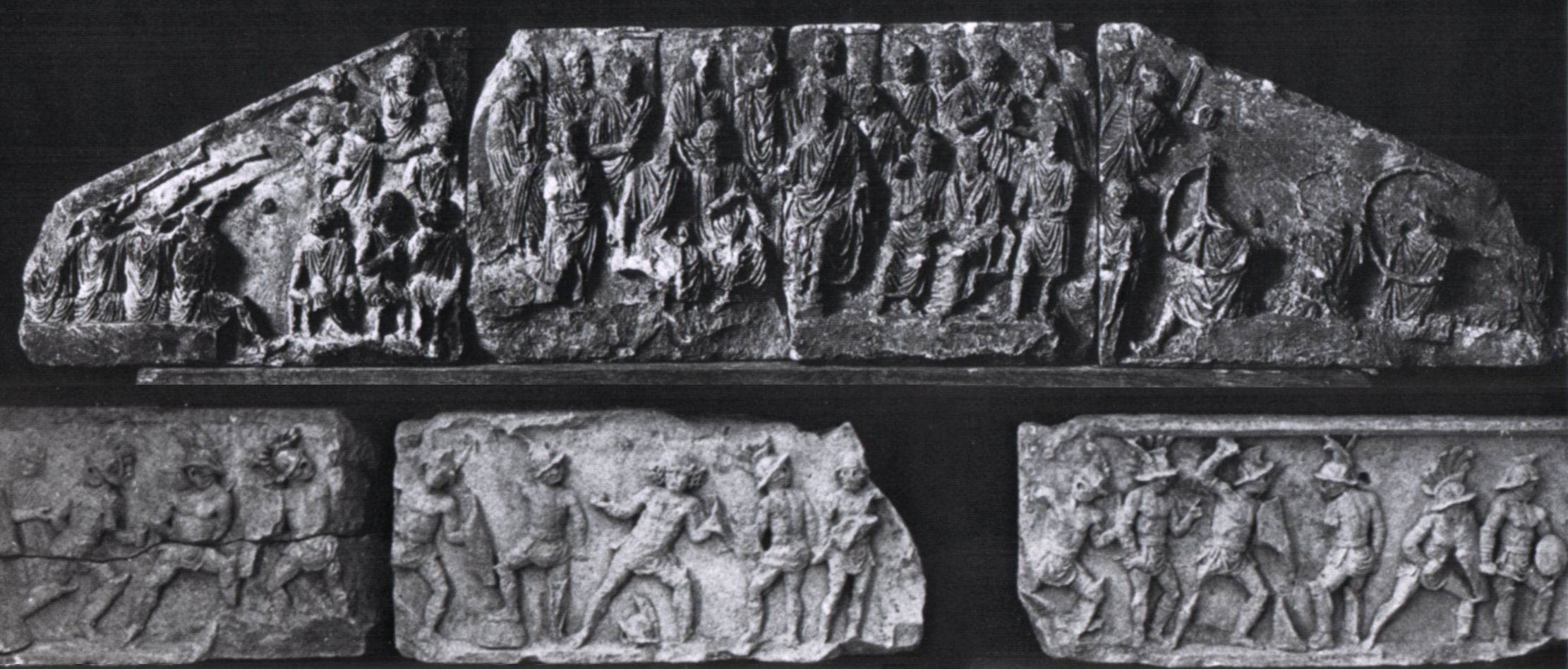
Monument funéraire de Lusius Storax.